# Jody Miller
Jody Miller, nacida como Myrna Joy Miller (Phoenix, Arizona, 29 de noviembre de 1941 - Blanchard, Oklahoma, 6 de octubre de 2022) fue una cantante estadounidense de música country. Su carrera se inició en la década de 1960 como cantante de folk y música pop y debutó en 1964 con el sello Capitol Records del que se desprendió su primer sencillo «He Walks Like a Man».
En 1965, participó en el Festival de San Remo como acompañante de Pino Donaggio; dado que este evento se había creado como una competencia de compositores, Miller y Donaggio presentaron distintos arreglos para la introducción de «Io Che Non Vivo (Senza Te)». La canción ocupó la séptima posición y tuvo un éxito moderado hasta que Dusty Springfield grabó una versión en inglés en 1966 que fue lanzado eventualmente como «You Don't Have to Say You Love Me». También en 1965, Jody Miller lanzó una canción respuesta al exitoso «King of the Road» de Roger Miller titulada «Queen of the House» con el que alcanzó el número 12 en el Billboard Hot 100 y en el número 5 en la lista de sencillos country; además, ganó su primer Premio Grammy a la mejor interpretación vocal country femenina.

## Discografía

### Álbumes de estudio
| Título                                                  | Detalles                                                           | Máxima posición en listas | Máxima posición en listas |
| Título                                                  | Detalles                                                           | US Country                | US                        |
| ------------------------------------------------------- | ------------------------------------------------------------------ | ------------------------- | ------------------------- |
| Wednesday's Child Is Full of Woe                        | - Fecha de lanzamiento: 1963 - Sello discográfico: Capitol Records | —                         | —                         |
| Queen of the House                                      | - Fecha de lanzamiento: 1965 - Sello discográfico: Capitol Records | 17                        | 124                       |
| Home of the Brave                                       | - Fecha de lanzamiento: 1965 - Sello discográfico: Capitol Records | —                         | —                         |
| Jody Miller Sings the Great Hits of Buck Owens          | - Fecha de lanzamiento: 1966 - Sello discográfico: Capitol Records | —                         | —                         |
| The Nashville Sound of Jody Miller                      | - Fecha de lanzamiento: - Sello discográfico: Capitol Records      | 42                        | —                         |
| Look at Mine                                            | - Fecha de lanzamiento: 1970 - Sello discográfico: Epic Records    | 20                        | —                         |
| He's So Fine                                            | - Fecha de lanzamiento: 1971 - Sello discográfico: Epic Records    | 12                        | 117                       |
| There's a Party Goin' On                                | - Fecha de lanzamiento: 1972 - Sello discográfico: Epic Records    | 29                        | —                         |
| Good News                                               | - Fecha de lanzamiento: 1973 - Sello discográfico: Epic Records    | 18                        | —                         |
| House of the Rising Sun                                 | - Fecha de lanzamiento: 1974 - Sello discográfico: Epic Records    | 30                        | —                         |
| Country Girl                                            | - Fecha de lanzamiento: 1975 - Sello discográfico: Epic Records    | 49                        | —                         |
| Will You Love Me Tomorrow                               | - Fecha de lanzamiento: 1976 - Sello discográfico: Epic Records    | —                         | —                         |
| Here's Jody                                             | - Fecha de lanzamiento: 1977 - Sello discográfico: Epic Records    | —                         | —                         |
| "—" denota que el lanzamiento no apareció en las listas |                                                                    |                           |                           |

### Compilaciones
| Título                                                  | Detalles                                                             | Máxima posición en listas |
| Título                                                  | Detalles                                                             | US Country                |
| ------------------------------------------------------- | -------------------------------------------------------------------- | ------------------------- |
| The Best of Jody Miller                                 | - Fecha de lanzamiento: 1973 - Sello discográfico: Capitol Records   | 41                        |
| Complete Epic Hits                                      | - Fecha de lanzamiento: 2012 - Sello discográfico: Legacy Recordings | —                         |
| "—" denota que el lanzamiento no apareció en las listas |                                                                      |                           |

## Sencillos

### Década de 1960
| Año                                                     | Sencillo                            | Máxima posición en listas | Máxima posición en listas | Máxima posición en listas | Máxima posición en listas | Máxima posición en listas | Máxima posición en listas | Máxima posición en listas | Álbum                              |
| Año                                                     | Sencillo                            | US BB Country             | US CB Country             | US BB                     | US CB                     | US AC                     | CAN                       | AUS                       | Álbum                              |
| ------------------------------------------------------- | ----------------------------------- | ------------------------- | ------------------------- | ------------------------- | ------------------------- | ------------------------- | ------------------------- | ------------------------- | ---------------------------------- |
| 1964                                                    | «He Walks Like a Man»               | —                         | —                         | 66                        | 109                       | —                         | —                         | 8                         | Queen of the House                 |
| 1964                                                    | «They Call My Guy a Tiger»          | —                         | —                         | —                         | —                         | —                         | —                         | 53                        | Sin disco                          |
| 1965                                                    | «Queen of the House»                | 5                         | 6                         | 12                        | 22                        | 4                         | —                         | 68                        | Queen of the House                 |
| 1965                                                    | «Silver Threads and Golden Needles» | —                         | 30                        | 54                        | 79                        | —                         | —                         | —                         | Queen of the House                 |
| 1965                                                    | «Home of the Brave»                 | —                         | —                         | 25                        | 31                        | —                         | 5                         | 29                        | Home of the Brave                  |
| 1965                                                    | «Magic Town"                        | —                         | —                         | 125                       | 120                       | —                         | —                         | —                         | Sin disco                          |
| 1968                                                    | «Long Black Limousine»              | 73                        | —                         | —                         | —                         | —                         | —                         | —                         | The Nashville Sound of Jody Miller |
| «—" denota que el lanzamiento no apareció en las listas |                                     |                           |                           |                           |                           |                           |                           |                           |                                    |

### Década de 1970
| Año                                                     | Sencillo                                               | Máxima posición en listas | Máxima posición en listas | Máxima posición en listas | Máxima posición en listas | Máxima posición en listas | Máxima posición en listas | Máxima posición en listas | Máxima posición en listas | Álbum                     |
| Año                                                     | Sencillo                                               | US BB Country             | US CB Country             | US BB                     | US CB                     | US AC                     | CAN Country               | CAN                       | CAN AC                    | Álbum                     |
| ------------------------------------------------------- | ------------------------------------------------------ | ------------------------- | ------------------------- | ------------------------- | ------------------------- | ------------------------- | ------------------------- | ------------------------- | ------------------------- | ------------------------- |
| 1970                                                    | «Look at Mine»                                         | 21                        | 11                        | —                         | —                         | —                         | 26                        | —                         | —                         | Look at Mine              |
| 1970                                                    | «If You Think I Love You»                              | 19                        | 16                        | —                         | —                         | —                         | 29                        | —                         | —                         | Look at Mine              |
| 1971                                                    | «He's So Fine»                                         | 5                         | 9                         | 53                        | 57                        | 2                         | 3                         | 46                        | 1                         | He's So Fine              |
| 1971                                                    | «Baby I'm Yours"                                       | 5                         | 6                         | 91                        | 83                        | 21                        | 8                         | —                         | 25                        | He's So Fine              |
| 1972                                                    | «Be My Baby»                                           | 15                        | 15                        | —                         | —                         | 35                        | 11                        | —                         | —                         | There's a Party Goin' On  |
| 1972                                                    | «Let's All Go Down to the River» (con Johnny Paycheck) | 13                        | 13                        | —                         | —                         | —                         | 18                        | —                         | —                         | There's a Party Goin' On  |
| 1972                                                    | «There's a Party Goin' On»                             | 4                         | 3                         | 115                       | 120                       | 23                        | 1                         | —                         | 20                        | There's a Party Goin' On  |
| 1972                                                    | «To Know Him Is to Love Him"                           | 18                        | 21                        | —                         | —                         | —                         | 12                        | —                         | —                         | There's a Party Goin' On  |
| 1973                                                    | «Good News"                                            | 9                         | 9                         | —                         | —                         | —                         | 9                         | —                         | —                         | Good News                 |
| 1973                                                    | «Darling, You Can Always Come Back Home»               | 5                         | 12                        | —                         | —                         | —                         | 3                         | —                         | —                         | Good News                 |
| 1973                                                    | «House of the Rising Sun»                              | 29                        | 24                        | —                         | 120                       | 41                        | 23                        | —                         | 81                        | House of the Rising Sun   |
| 1974                                                    | «Reflections»                                          | 55                        | 75                        | —                         | —                         | —                         | —                         | —                         | —                         | House of the Rising Sun   |
| 1974                                                    | «(You Make Me Feel Like) A Natural Woman»              | 46                        | 54                        | —                         | —                         | —                         | —                         | —                         | —                         | House of the Rising Sun   |
| 1974                                                    | «Country Girl»                                         | 41                        | 43                        | —                         | —                         | —                         | —                         | —                         | —                         | Country Girl              |
| 1975                                                    | «The Best in Me»                                       | 78                        | —                         | —                         | —                         | —                         | —                         | —                         | —                         | Country Girl              |
| 1975                                                    | «Don't Take it Away»                                   | 67                        | 62                        | —                         | —                         | —                         | —                         | —                         | —                         | Will You Love Me Tomorrow |
| 1975                                                    | «Will You Love Me Tomorrow»                            | 69                        | 57                        | —                         | —                         | —                         | —                         | —                         | —                         | Will You Love Me Tomorrow |
| 1976                                                    | «Ashes of Love»                                        | 48                        | 31                        | —                         | —                         | —                         | —                         | —                         | —                         | Will You Love Me Tomorrow |
| 1976                                                    | «When the New Wears Off Our Love»                      | 25                        | 35                        | —                         | —                         | —                         | —                         | —                         | —                         | Here's Jody               |
| 1977                                                    | «Spread a Little Love Around»                          | 71                        | 62                        | —                         | —                         | —                         | —                         | —                         | —                         | Here's Jody               |
| 1977                                                    | «Another Lonely Night»                                 | 76                        | 77                        | —                         | —                         | —                         | —                         | —                         | —                         | Sin disco                 |
| 1978                                                    | «Soft Lights and Slow, Sexy Music»                     | 97                        | —                         | —                         | —                         | —                         | —                         | —                         | —                         | Sin disco                 |
| 1978                                                    | «(I Wanna) Love My Life Away»                          | 67                        | 55                        | —                         | —                         | —                         | —                         | —                         | —                         | Sin disco                 |
| 1978                                                    | «Kiss Away»                                            | 65                        | 68                        | —                         | —                         | —                         | —                         | —                         | —                         | Sin disco                 |
| 1979                                                    | «Lay a Little Lovin' on Me»                            | 97                        | 92                        | —                         | —                         | —                         | —                         | —                         | —                         | Sin disco                 |
| «—" denota que el lanzamiento no apareció en las listas |                                                        |                           |                           |                           |                           |                           |                           |                           |                           |                           |